# アエロメヒコ航空110便墜落事故
アエロメヒコ航空110便墜落事故（アエロメヒコこうくう110びんついらくじこ）は、1981年11月8日に発生した航空事故である。アカプルコ国際空港からドン・ミゲル・イダルゴ・イ・コスティージャ国際空港へ向かっていたアエロメヒコ航空110便（マクドネル・ダグラス DC-9-32）が緊急降下中に墜落し、乗員乗客18人全員が死亡した。

## 事故機
事故機のマクドネル・ダグラス DC-9-32（XA-DEO）は製造番号47622として製造され、1974年に初飛行し、同年にアエロメヒコ航空に納入された。エンジンはプラット・アンド・ホイットニー JT8D-17を搭載していた。

## 事故の経緯
110便はアカプルコを出発し、高度31,000フィート（9,400m）に到達した。機長は管制に機内で急減圧が発生したことを報告し、アカプルコ国際空港に緊急着陸することを要請した。110便は緊急降下を開始したが、高度6,000フィート（1,800m）地点のシエラ・デ・ゲロ山地に墜落した。

## 事故調査
事故調査の結果、パイロットが緊急時の手順を踏んでいなかったことが判明した。